# Eriosema raynaliorum
Eriosema raynaliorum là một loài thực vật có hoa trong họ Đậu. Loài này được Jacq.-Fel. miêu tả khoa học đầu tiên.